# Stopp
Stopp is een historisch merk van motorfietsen.
Stopp was een Frans merk dat in 1931 werd opgericht door Charles Stoppa. Hij ging in Lyon motorfietsen assembleren waarbij hij frames van leveranciers uit Saint-Étienne en JAP-motorblokken gebruikte. Stopp produceerde op zeer kleine schaal waardoor het niet rendabel was lang met het bedrijf door te gaan.